# Região Geográfica Imediata de Barra do Corda
A Região Geográfica Imediata de Barra do Corda é uma das 22 regiões imediatas do estado brasileiro do Maranhão, uma das 4 regiões imediatas que compõem a Região Geográfica Intermediária de Imperatriz e uma das 509 regiões imediatas no Brasil, criadas pelo IBGE em 2017. É composta de 9 municípios da região do Alto Mearim e Grajaú.

## Municípios
| Região geográfica imediata | Código | Municípios             |
| -------------------------- | ------ | ---------------------- |
| Barra do Corda             | 210020 | Arame                  |
| Barra do Corda             | 210020 | Barra do Corda         |
| Barra do Corda             | 210020 | Fernando Falcão        |
| Barra do Corda             | 210020 | Formosa da Serra Negra |
| Barra do Corda             | 210020 | Grajaú                 |
| Barra do Corda             | 210020 | Itaipava do Grajaú     |
| Barra do Corda             | 210020 | Jenipapo dos Vieiras   |
| Barra do Corda             | 210020 | São Pedro dos Crentes  |
| Barra do Corda             | 210020 | Sítio Novo             |